# Tomáš Kocourek
Tomáš Kocourek (* 11. března 1978 Přerov) je český lékař, soudní znalec a komunální politik, od října 2018 zastupitel města Přerova.

## Život
Vystudoval Gymnázium Jakuba Škody v Přerově a následně absolvoval 3 lékařskou fakultu Univerzity Karlovy v Praze (obor všeobecné lékařství, získal titul MUDr.), Fakultu zdravotnických věd Univerzity Palackého v Olomouci (obor ekonomika a řízení zdravotnictví, získal titul Mgr.) a Academy of Health Care Management v Praze (obor management zdravotnictví, získal titul MBA). Po absolvování lékařské fakulty pracoval v Traumacentru Fakultní nemocnice Brno, následně strávil více než 10 let na Ortopedicko-traumatologickém oddělení Nemocnice Přerov, ve stejné nemocnici byl necelé tři roky primářem Centrálních operačních sálů. Je atestovaný v oborech úrazová chirurgie a ortopedie (v obou oborech je i držitelem primářských licencí), získal i licenci z urgentní medicíny.
Nyní působí jako lékař Zdravotnické záchranné služby Olomouckého kraje, jeho domovskými základnami jsou Přerov a Hranice, a jako zástupce primáře ortopedie Jesenické nemocnice. Je členem mnoha odborných společností (Česká společnost pro ortopedii a traumatologii, Česká společnost pro úrazovou chirurgii, Česká společnost urgentní medicíny a medicíny katastrof, Evropská společnost pro ultrazvuk v medicíně a další).
V roce 2019 byl jmenovaný soudním znalcem pro obor zdravotnictví, odvětví chirurgie (se specializací na úrazovou chirurgii) a stanovení nemateriální újmy na zdraví.

## Rodina
Tomáš Kocourek žije v Přerově, konkrétně v části Přerov I-Město. Je ženatý, s manželkou Zuzanou mají dvě tříleté dcery, dvojčata.

## Politické působení
Není členem žádné politické strany, za Hnutí Nezávislí neúspěšně kandidoval v komunálních volbách v roce 2014 do Zastupitelstva města Přerova, v komunálních volbách v roce 2018 byl jako nezávislý na kandidátce ODS do Zastupitelstva města Přerova zvolen.
Ve volbách do Senátu PČR v roce 2020 kandidoval jako nestraník za ODS v obvodu č. 63 – Přerov. Se ziskem 12,75 % hlasů skončil na 3. místě a do druhého kola nepostoupil.